# 艾拉鎮區 (密歇根州)
艾拉鎮區（英語：Ira Township）是位於美國密歇根州聖克萊爾縣的一個行政鎮區。

## 地方資料
艾拉鎮區的面積為55.90平方千米，當中陸地面積為43.90平方千米，而水域面積為12.00平方千米。根據2020年美國人口普查的數據，當地共有人口4967人，而人口密度為每平方千米88.86人。